# 韋利科波萊
49°52′27″N 23°43′2″E / 49.87417°N 23.71722°E
韋利科波萊（烏克蘭語：Великополе），是烏克蘭的村落，由利沃夫州亞沃里夫區之伊萬諾-弗蘭科韋市鎮管轄，始建於1515年，面積1.45平方公里，海拔高度304米，2024年人口490，人口密度每平方公里436.55人。